# Juan Manuel Bernal Chávez
Juan Manuel Bernal Chávez (Ciutat de Mèxic; 22 de desembre de 1967) és un actor mexicà de cinema, teatre i televisió.

## Biografia
Va estudiar primer la carrera de comptadoria a l'Instituto Politécnico Nacional, però la va abandonar en descobrir la seva veritable passió: l'actuació. Va estudiar aquesta carrera en la UNAM.
Va debutar com a actor de televisió en 1994 en la telenovel·la de Carla Estrada Más allá del puente. Va col·laborar amb la productora en diverses més de les seves telenovel·les, com Lazos de amor, Alondra i Te sigo amando. També va intervenir en pel·lícules de destacats directors, com a Hasta morir de Fernando Sariñana i El callejón de los milagros de Jorge Fons.
El 1997 realitzà la seva última telenovel·la a Televisa, Desencuentro produïda per Ernesto Alonso. A l'any següent va ingressar a TV Azteca i va actuar en la telenovel·la Tentaciones. Va continuar participant en produccions de l'empresa com Romántica obsesión, El candidato, La calle de las novias i Amores, querer con alevosía entre d'altres. Va continuar desenvolupant una impecable carrera en cinema, en pel·lícules com Cilantro y perejil (per la qual va ser nominat al Ariel a Millor actor de quadre), La habitación azul, Sin ton ni Sonia i Cansada de besar sapos. Així mateix va participar en la producció estatunidenca Blueberry: L'experiència secreta. També ha intervingut en sèries com Mujer, casos de la vida real i Capadocia. En teatre ha participat en obres com La flor amenazada en 1997, per la qual va rebre el Premi a Revelació Masculina en Teatre; i Pop Corn en 1999, amb aquesta obra va tornar a ser guardonat, aquesta vegada com a Millor Actor de Comèdia en Teatre.
En 2011 va tornar a les telenovel·les amb un paper antagònic en la telenovel·la Bajo el alma.

## Vida personal
Des de 2011 manté una relació sentimental amb Miguel Ángel Loyo.

## Filmografia

### Pel·lícules
- Sonora (2019) .... Sánchez
- Si yo fuera tú (2018) .... Antonio
- Los Boxtrolls (2014) .... Archibaldo Hurtado / Madame Frou Frou
- Obediencia perfecta (2014) .... Padre Ángel de la Cruz
- Cuatro lunas (2013) .... Héctor
- Más allá del muro (2011)
- Asalto al cine (2011) .... Gerent
- Tlatelolco, verano del 68 (2013)
- Chicogrande (2010) .... Metge gringo
- High School Musical: El desafío (2008) .... Pare de Cristóbal
- Vacaciones navideñas (2007)
- Gente bien... atascada (2007)
- Cansada de besar sapos (2006) .... Roberto
- Chicken Little (2005) .... Runt el Benjamón (veu)
- Motel (2004) .... Alejandro Mora
- Medalla al empeño (2004) .... Empleat
- Blueberry: L'experiència secreta (2004) .... Jeremy
- Sin ton ni Sonia (2003) .... Orlando
- El espejo (2003) .... Fabián
- La habitación azul (2002) .... Antonio
- Demasiado amor (2002) .... Golpeador
- Sin dejar huella (2000) .... El Primo
- No existen diferencias (1999) .... Tomás
- Cilantro y perejil (1998) .... Jorge
- Alta tensión (1997)
- Una para llevar (1997) .... Pickpocket
- El futuro es ahora (1997)
- En cualquier parte del mundo (1995)
- El callejón de los milagros (1995) .... Chava
- El plato fuerte (1995)
- Hasta morir (1994) .... El Boy

### Telenovel·les
- Así en el barrio como en el cielo (2015) .... Jesús López López, el Gallo[5]
- Vivir a destiempo (2013) .... Patricio Delgado
- Amor cautivo (2012) .... Nicolás Santa Cruz
- A corazón abierto (2011) .... Santiago Sánchez
- Bajo el alma (2011) .... Armando Bravo
- Secretos del alma (2008-2009) .... Carlos Lascuráin
- La heredera (2004-2005) .... Dionisio Xavier Sergio Torres
- Mirada de mujer, el regreso (2003) .... Mauro
- Amores, querer con alevosía (2001) .... Mario Rodríguez
- La calle de las novias (2000) .... Román Mendoza
- El candidato (1999-2000) .... Jerónimo Manrique
- Romántica obsesión (1999) .... Alejandro Villalba
- Tentaciones (1998) .... Diego Segovia Villegas
- Desencuentro (1997) .... Sergio Estévez
- Te sigo amando (1996-1997) .... Alberto Torres-Quintero
- Lazos de amor (1995) .... Gerardo Sandoval
- Alondra (1995) .... Rigoberto Escobar
- Más allá del puente (1994) .... Chinino

### Sèries de TV
- Monarca (2019) ... Joaquín Carranza
- Sitiados: México (2019)
- Su nombre era Dolores, la Jenn que yo conocí (2017)
- Phineas y Ferb (2009) .... Bobbi Fabuloso
- Capadocia (2008) .... Federico Márquez
- Noche eterna (2008) .... Ariel
- Cambio de vida (2008) (episodi "Siempre amigos")
- Mujer, casos de la vida real (1996-1997)

## Teatre
- Antes te gustaba la lluvia (2014)
- Rock n' Roll (2011)
- El teniente o lo que el gato se llevó (2004)
- Pop Corn (1999)
- La flor amenazada (1997)

## Reconeixements
Premis Ariel
| Any  | Categoria                   | Pel·lícula          | Resultat  |
| ---- | --------------------------- | ------------------- | --------- |
| 1997 | Millor Actor de quadre      | Cilantro y perejil  | Nominat   |
| 2015 | Millor actor                | Obediencia perfecta | Guanyador |
| 2020 | Millor Coactuació Masculina | Sonora              | Pendent   |

Premis TvyNovelas
| Any  | Categoria                   | Telenovel·la   | Resultat |
| ---- | --------------------------- | -------------- | -------- |
| 1998 | Millor actor de repartiment | Te sigo amando | Nominat  |
| 1996 | Millor revelació masculina  | Lazos de amor  | Nominat  |